# Francesco Fonte
Francesco Fonte (Roma, 8 ottobre 1965) è un ex calciatore italiano, di ruolo centrocampista.

## Biografia
Ha due figli: Andrea, nato nel 1998, ed Edoardo, nato nel 2006.

## Carriera
Ha giocato in Serie A con la Lazio, con la quale ha esordito il 16 settembre 1984 in Lazio-Fiorentina (0-1). Nella stessa stagione ha messo a segno anche il suo primo ed unico gol, contro l'Atalanta in casa. Con la Lazio ha continuato a giocare anche negli anni successivi della Serie B.
Tra i cadetti ha militato anche con il Bari, con il Foggia e con l'Avellino. Ha disputato anche diversi campionati di Serie C1 e Serie C2 vestendo le maglie di Barletta (dove nel 1986-1987 ottenne una storica promozione in B), Monopoli, Avellino, Benevento, L'Aquila, Battipagliese, e Martina.
Lasciato il calcio attivo nel 2005 dopo due campionati nell'Eccellenza pugliese con la maglia del Fasano, si stabilisce a Monopoli, città d'origine della moglie, dove tra l'altro gestisce lo stabilimento balneare Lido Cala Paradiso.

## Palmarès
- Campionato italiano di Serie B: 1

Bari: 1988-1989